# Rygos Naujienos
Rygos Naujenos era un periódico lituano  impreso entre el 29 de diciembre de 1909 y el 11 de julio de 1915. Fue fundado y dirigido por el escritor, periodista, editor, director de teatro, banquero y noble lituano Liudvikas Jakavicius, uno de los residentes más prominentes de Letonia  y el mayor exponente de la literatura  lituana de entreguerras.

## Historia
Su primer número fue publicado el 29 de diciembre de 1909 y se distribuía todos los domingos. El periódico fue impreso en blanco y negro y su principal énfasis era la política, la economía, la literatura y la vida social de Lituania. El periódico era de ideología nacionalista y contó con grandes personalidades entre sus colaboradores. Sus columnistas más destacados fueron Tadas Balanda (exministro de Relaciones Exteriores de la República de Lituania); Zigmas Gaidamavičius (poeta); Konstantinas Jasiukaitis (escritor); Jonas Krikščiūnas (poeta); Kazys Puida (escritor), Ona Pleirytė (escritor); Balys Sruoga (escritor); Juozas Petrulis (historiador) y Kostas Stiklius (periodista). La editorial que producía el periódico se llamaba "Lietuvos Knygynas", y se encontraba ubicada en el número 20 de la calle Kataliku en Riga, capital de Letonia, siendo su propietario Liudvikas Jakavicius. En la Biblioteca Nacional de Lituania "Martynas Mazvydas" se encuentran todos los ejemplares de Rygos Naujienos publicados por Liudvikas Jakavicius entre 1909 y 1915.

## Lecturas recomendadas
- D. Striogaite - Liudvikas Jakavicius (Lietuvanis) - Siauliu Ausros Museum Magazine - 1996 - P. 15.
- A. Slivinskas - Liudvikas Jakavicius (Lietuvanis) - Kulturos barai - 2011 - PP. 75–82.
- L. Peleckis - Liudvikas Jakavicius (Lietuvanis) - Varpai - 1995 - PP. 242 – 247.
- L. Jakavicius (Lietuvanis) - Martynas Mazvydas National Library of Lithuania - Digital Library
- Siauliu Ausros Museum - Liudvikas Jakavicius (Lietuvanis)
- Anyksciai Culture Centre - Liudvikas Jakavicius (Lietuvanis)
- Lietuvos Rytas Newspaper- Liudvikas Jakavicius (Lietuvanis)
- LITERATURA.LT - Liudvikas Jakavicius (Lietuvanis)
- Samogitian Cultural Association - Liudvikas Jakavicius (Lietuvanis) Archivado el 4 de febrero de 2014 en Wayback Machine.
- EUROZINE.COM - Liudvikas Jakavicius (Lietuvanis)
- DRAUGAS.ORG - Liudvikas Jakavicius (Lietuvanis)
- Vilnius University - Liudvikas Jakavicius (Lietuvanis)
- University of Illinois at Chicago - Liudvikas Jakavicius (Lietuvanis)

- Datos: Q5762135